# Howard Charles
Howard Charles est un acteur britannique né le 9 septembre 1983.
Il joue le rôle de Porthos dans The Musketeers, l'adaptation des Trois Mousquetaires d'Alexandre Dumas,,,. Il a également joué dans &Me (2013) et Black Forest.

## Éducation
Il étudie au Kingston College au Royaume-Uni entre 2000 et 2005, et sort avec un diplôme en arts.
Il étudie ensuite au Drama Centre London et est récompensé par un "Lady Rothermere Drama Award" et par une bourse "Leverhulme".

## Théâtre
- Blackta (The Young Vic)[9]
- Macbeth (with the RSC)[10] * * The Merchant of Venice (Royal Shakespeare Company)[11]
- Enron (Chichester Festival Theatre, The Royal Court, West End)
- Painting A Wall (Finborough Theatre)[12]
- The Hounding of David Olwale (différents théâtres dont Birmingham Repertory Theatre, Everyman Liverpool, Hackney Empire)[13],
- Three Sisters (Manchester Royal Exchange)
- The Local Stigmatic (Edinburgh Festival)
- Les Jeudis (Centre Pompidou, Paris)
- Twelfth Night
- The Lunatic Queen
- Taniko
- Measure for measure
- Le Cid
- The Cherry Orchard and Winslow Boy[8].

## Filmographie

### Télévision
- 2008 : Beautiful People : Kylie Parkinson[14],[8]
- 2010 : Candy Chops[15]
- 2012 : Black Forest [5]
- 2012 : Switch[16]
- 2013 : &ME
- 2014-2016  : The Musketeers : Porthos
- 2021 : Shadow and Bone : La saga Grisha : Arken alias Le contrôleur

### Courts-métrages
- 2008 : Standing By [17]
- 2011 : Sound[18]

### Jeux vidéo
- : Need For Speed : Manu